# La notte (Modà)
La notte è un brano musicale del gruppo pop rock italiano Modà, pubblicato l'8 ottobre 2010 dall'etichetta discografica Ultrasuoni, secondo singolo che anticipa l'uscita dell'album Viva i romantici.  È stato presentato in televisione per la prima volta durante la puntata del talent-show Amici di Maria De Filippi andata in onda il 9 ottobre 2010.

## Il brano
A proposito del brano, il cantante della band Kekko Silvestre ha dichiarato che si tratta di una canzone scritta di getto, nella quale la notte è descritta come un rifugio, «una donna misteriosa, tenebrosa, sensuale e pericolosa che all'improvviso diventa l'unico conforto e non come te che invece hai cancellato in un momento tutto quanto».
Il video musicale ufficiale del brano è stato diretto da Gaetano Morbioli.
L'introduzione del brano è utilizzata dal settembre 2010 come sigla delle partite della Nazionale italiana di calcio trasmesse sulle reti Rai. Nel 2014 ha inoltre fatto da colonna sonora al film di Pio e Amedeo, Amici come noi.

## Tracce
1. La notte – 3:24

## Classifiche
| Classifica (2010) | Posizione massima |
| ----------------- | ----------------- |
| Italia            | 2                 |

### Classifiche di fine anno
| Classifica (2010) | Posizione |
| ----------------- | --------- |
| Italia            | 21        |